# The Stolen Art Gallery
The Stolen Art Gallery (с англ.  —  «Галерея украденного искусства») — цифровая галерея, созданная разработчиком и дизайнером видеоигр Пиппин Барром (англ. Pippin Barr) в 2015 году.

## Описание
The Stolen Art Gallery была задумана как прямой отклик на открытие The Museum of Stolen Art (с англ.  —  «Музей украденного искусства») художницы Ziv Schneider.
Ziv Schneider — художник и дизайнер, работающая с новыми технологиями, часто в контексте сохранения культуры. Она является выпускницей, бывшим научным сотрудником и преподавателем в Interactive Telecommunications Program NYU. Работы художницы были представлены на международном уровне на фестивалях и в музеях, в том числе IDFA Doc Lab, MIT, Сотбис, Queens Museum и Futurium Berlin.
Проект художницы The Museum of Stolen Art направлен на то, чтобы сделать украденные произведения искусства доступными для зрителей и рассказать об истории кражи, представляя произведения искусства в виртуальной обстановке (включая поддержку Oculus Rift). Музей посвящен привлечению общественного внимания к культурно значимым предметам, которые находятся в опасности, и призван помочь в восстановлении украденного искусства.
Пиппин Барр решил переосмыслить эту идею и создал уменьшенную версию собственной галереи для украденных работ. Но цифровая галерея Пиппин Барра представляет украденное искусство в своем украденном состоянии, то есть самих произведений в ней нет. Сам разработчик говорит о том, что «в некотором смысле это ближе к истине». В цифровой галерее на стенах расположены этикетки к каждому краденному произведению, основываясь на реальных размерах работ, как если бы они действительно экспонировались в пространстве.

## Пиппин Барр
Пиппин Барр — доцент кафедры дизайна и вычислительных искусств в Department of Design and Computation Arts at Concordia University в Монреале. Он является заместителем директора лаборатории TAG, являющейся частью Milieux Institute for Arts, Culture, and Technology. Пиппин Барр имеет докторскую степень и степень магистра Victoria University в Веллингтоне в Новой Зеландии. Докторская работа по философии была посвящена ценностям видеоигр. Магистерская диссертация посвящена метафорам пользовательского интерфейса. Пиппин Барр преподавал игровой дизайн, опытный дизайн, создание прототипов и критику в таких учреждениях, как Institute of Digital Games at the University Мальты, the Center for Computer Games Research at the IT University of Copenhagen в Дании и the HotSoft Lab at Carleton University в Оттава, Канада. Пиипин Барр написал книгу How to Play a Video Game.

## Приложения
1. ↑  The Stolen Art Gallery. www.pippinbarr.com. Дата обращения: 28 августа 2019. Архивировано 28 августа 2019 года.
2. ↑  ziv schneider (англ.). zivschneider.com. Дата обращения: 28 августа 2019. Архивировано 28 августа 2019 года.
3. 1 2  Pippin Barr. www.pippinbarr.com. Дата обращения: 28 августа 2019. Архивировано 26 августа 2019 года.
4. ↑  About. www.pippinbarr.com. Дата обращения: 28 августа 2019. Архивировано 27 августа 2019 года.